# Уенде-Кенема
Уенде-Кенема (на френски: Ouéndé-Kénéma) е град и община в южна Гвинея, регион Нзерекоре, префектура Гекеду. Населението на общината през 2014 година е 31 037 души.